# Nepaloptila coei
Nepaloptila coei är en nattsländeart som beskrevs av Douglas E. Kimmins 1964. Nepaloptila coei ingår i släktet Nepaloptila och familjen stenhusnattsländor. Inga underarter finns listade i Catalogue of Life.